# Adamo (Jan van Eyck)
Adamo è uno scomparto interno del polittico di Gand di Jan van Eyck, conservato nella cattedrale di San Bavone a Gand e databile al 1426-1432. Lo sportello, che si trova all'estremità sinistra del registro superiore del polittico, è un olio su tavola e misura 204,3x33,2 cm.
La figura di Adamo è una delle più celebri del polittico, poiché contiene molti dei caratteri più innovativi della pittura di van Eyck, che saranno poi trasmessi alla scuola fiamminga. Innanzitutto è molto originale la disposizione della figura, scorciata "da sott'in su", che sembra emergere con forza dallo sfondo scuro della nicchia dipinta, verso la luce.
Grazie all'uso della tecnica a olio il pittore creò successive velature, cioè strati di colore traslucidi e trasparenti, che rendono il dipinto brillante e lucido, permettendo di definire la diversa consistenza delle superfici fin nei più minuti particolari. Questa diligenza arriva ad intensificare anche gli aspetti più minuti della realtà: dalle vene sulle tempie al colore scurito dal sole della pelle delle mani, fino alla peluria bruna dell'addome. L'effetto è quello di una vitalità così prorompente da risultare quasi aggressiva, infatti nel 1781 questo pannello e il pendant di Eva vennero relegati in sacrestia e poi ridipinti con vesti poiché considerati troppo "conturbanti".
All'Adamo di van Eyck si possono contrapporre opere coeve italiane, come quello di Masaccio nella Cacciata (che pure subì un'analoga censura), per evidenziare le differenze delle due scuole. Se Masaccio si focalizza sullo stato d'animo, modellando con forza tramite il potente chiaroscuro ma effettuando anche una sobria sintesi dei dettagli, van Eyck si dedica a uno studio del reale che non ha paragoni all'epoca, riuscendo ad andare ben oltre lo standard di naturalismo richiesto ai pittori dell'epoca e creando una figura che sembra pulsare di vita propria.

## Altre immagini

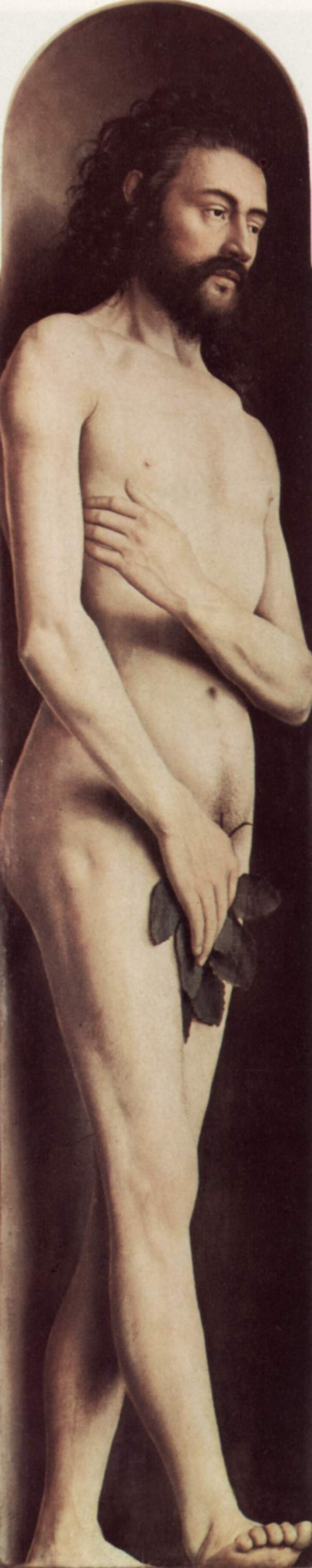
Veduta intera
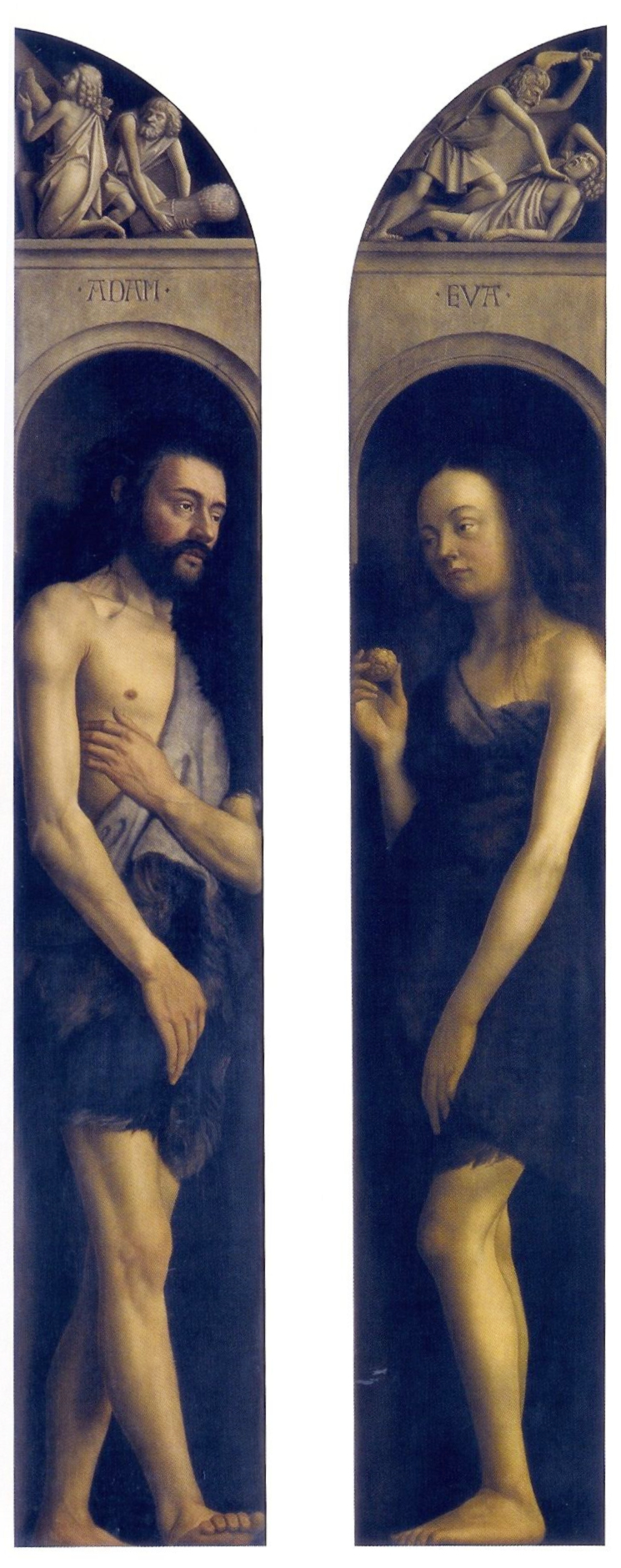
Adamo ed Eva censurati
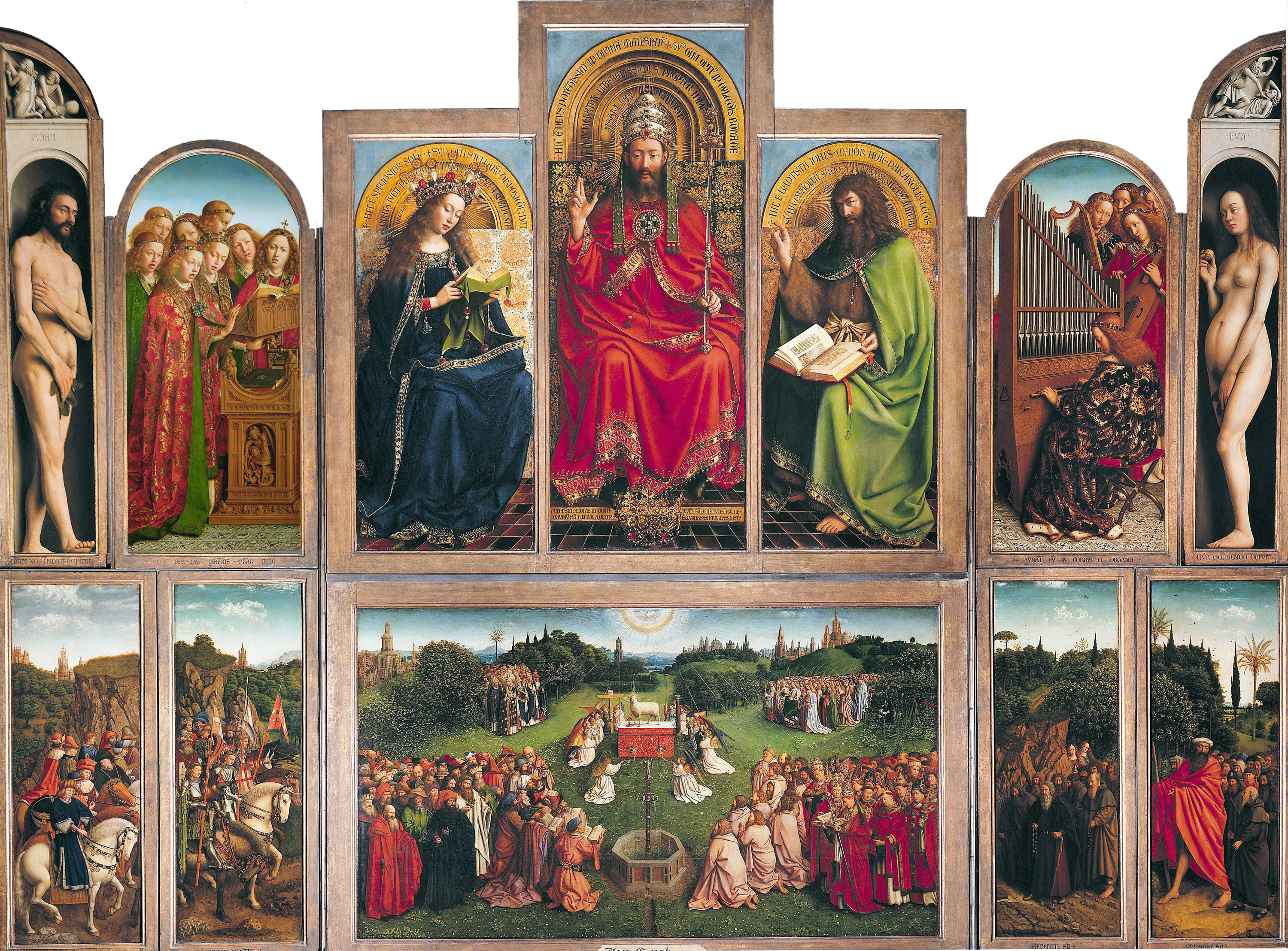
Posizione nel polittico